# Mery (el-Hagarsa)

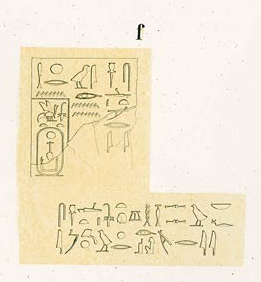
Inschrift, von Lepsius publiziert

Mery  war ein lokaler Beamter im Alten Ägypten zur Zeit der 6. Dynastie, der von seinem dekorierten Grab in el-Hagarsa in Oberägypten bekannt ist. Mery trug nur zwei Titel und war kömiglicher Kammerherr (H̱rj-tp-njswt = Cheri-tep-nisut) und Einzig(artig)er Freund (Smḥr-w ˁ.tj = Semher-wati). Als Gemahlin ist eine gewisse Ibi bekannt.
Seine in den Felsen gehauene Grabkapelle (moderne Nummer C3) besteht aus einer kleinen Grabkapelle und zwei unterirdischen Grabkammern. Die kleine Kapelle ist mit flachem Relief ausdekoriert. Auf der Eingangswand befand sich eine Biografie, die nur schlecht erhalten ist, aber König Pepi II. nennt. Die Südwand zeigt Mery und seine Gemahlin vor Rindern und Eseln, die ihnen vorgeführt werden. Auf der Westwand sieht man eine Scheintür mit Mery, links davon seine Gemahlin an einem Operftisch. Die Nordwand ist nicht gut erhalten. Links sieht man Mery und seine Gemahlin, vor ihnen sieht man in zwei Registern, Söhne und Töchter, wie sie ihre Aufwartung machen.
Das Grab wurde von der Expedition unter Karl Richard Lepsius besucht, der auch eine Inschrift publizierte. Es wurde dann von Flinders Petrie sporadisch beschrieben und 1908 publiziert. 1993 veröffentlichte ein australisches Team unter Naguib Kanawati einen weiteren Bericht, nachdem die Szenen des Grabes nochmals neu gezeichnet und fotografiert worden waren.